# Dinkelsbühl
Dinkelsbühl (in svevo Dinklschbihl) è una città tedesca situata nel circondario di Ansbach, nel land della Baviera.
La città si trova sul percorso della cosiddetta Romantische Straße e il suo centro storico è caratterizzato dalla presenza di edifici risalenti al medioevo, case a graticcio e da ben 16 torri.
La cattedrale di San Giorgio è una delle più belle cattedrali tardogotiche di tutta la Germania.
Di notte viene ancora rispettata l'usanza del guardiano notturno che compie la sua ronda nel centro storico illuminato.

## Storia
La cittadina ricevette nel 1105 dall'imperatore Enrico V gli stessi diritti municipali di Ulma. Nel 1351 fu riconosciuta città libera dell'Impero e la saggezza del suo governo è documentata nella collezione di leggi conosciuta come "Diritto di Dinkelsbühl". Con la riforma protestante divenne come altre città una città imperiale paritaria (Paritätische Reichsstadt, ufficializzando con la Pace di Vestfalia la sua amministrazione di pari diritti tra cattolici e protestanti (Gleichberechtigung) fino alla sua mediatizzazione nel 1802, quando fu annessa dalla Baviera.

## Nel cinema
Qui nel 1974 venne girato L'enigma di Kaspar Hauser, un film del regista tedesco Werner Herzog.

Dinkelsbühl
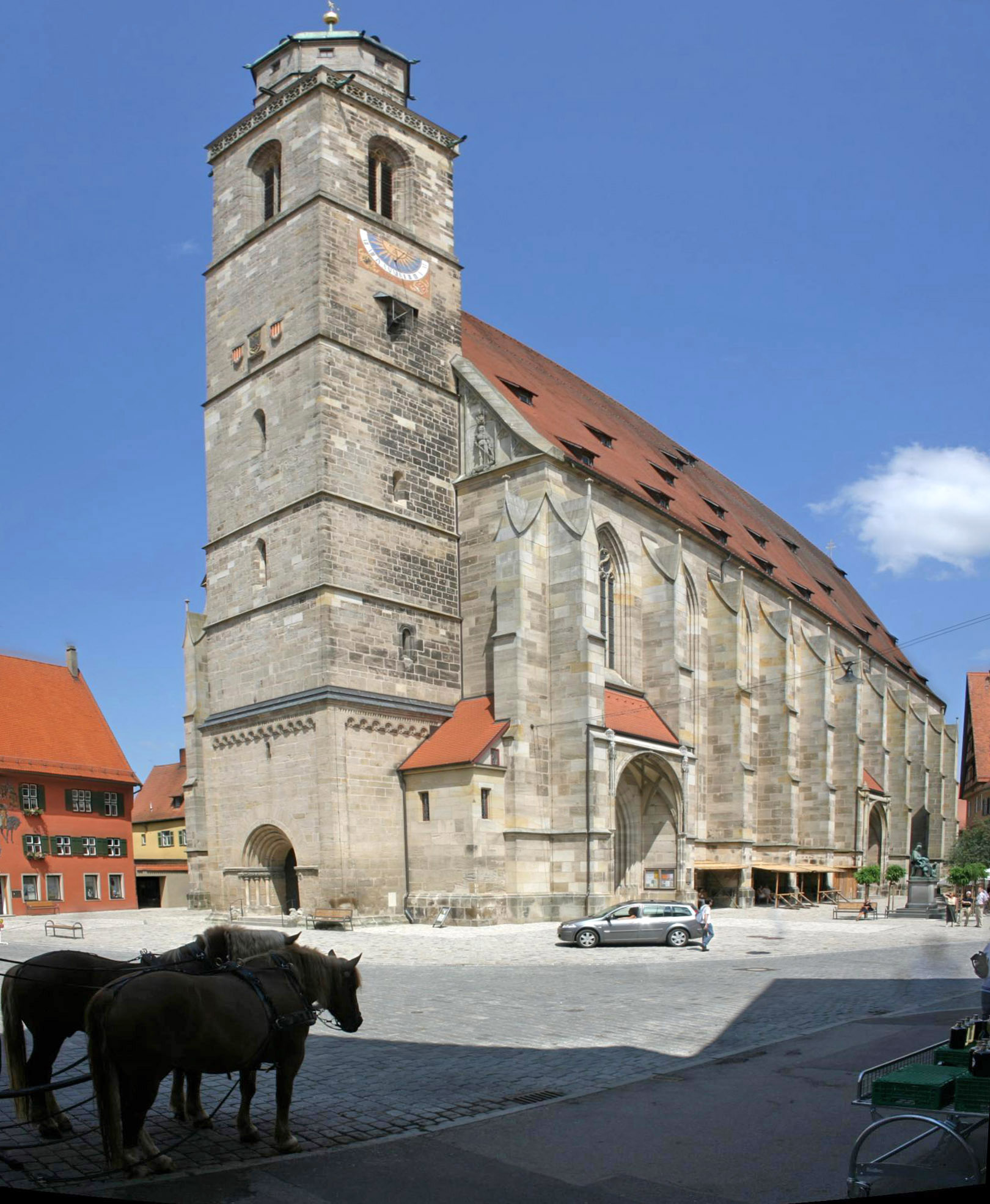
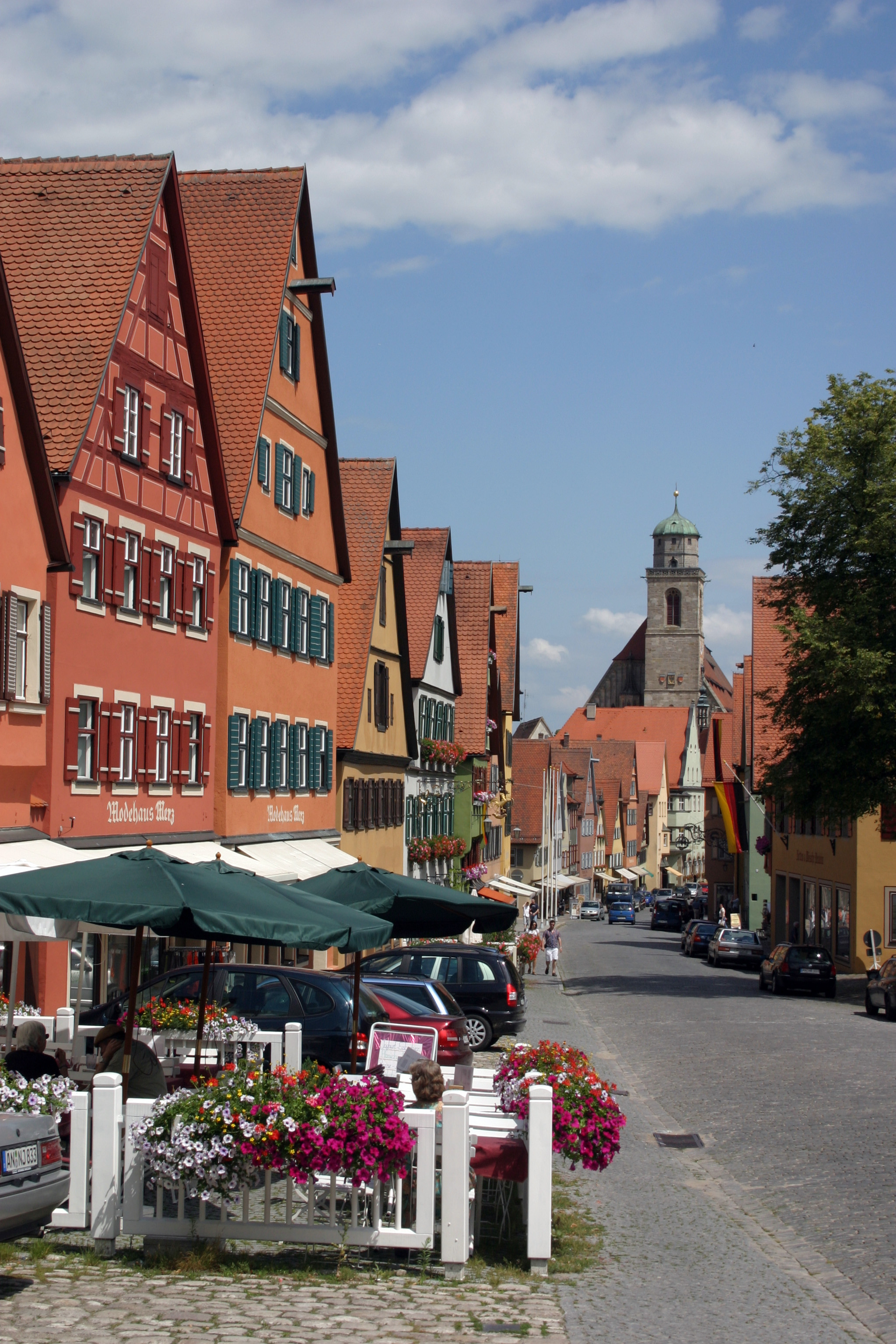
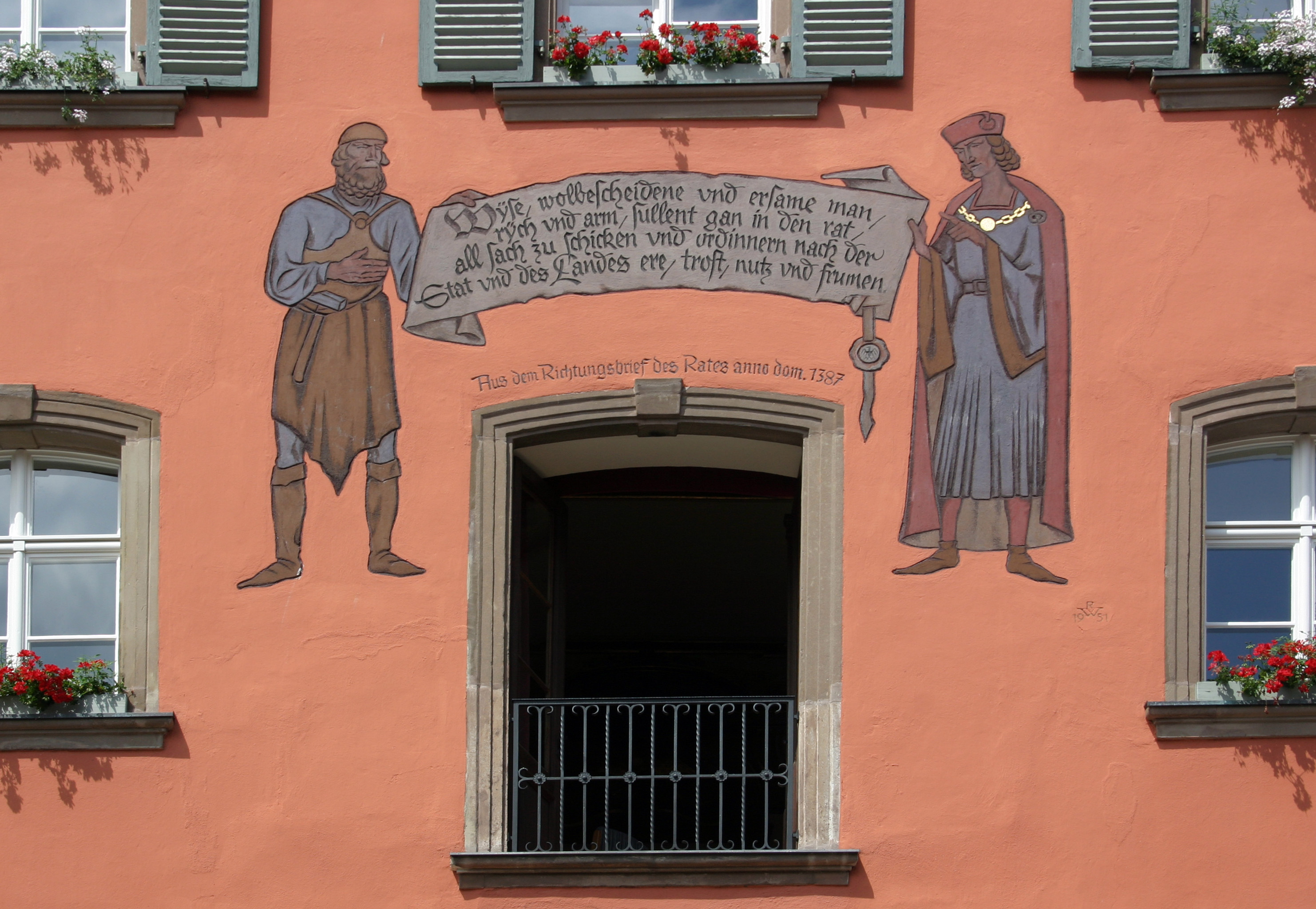
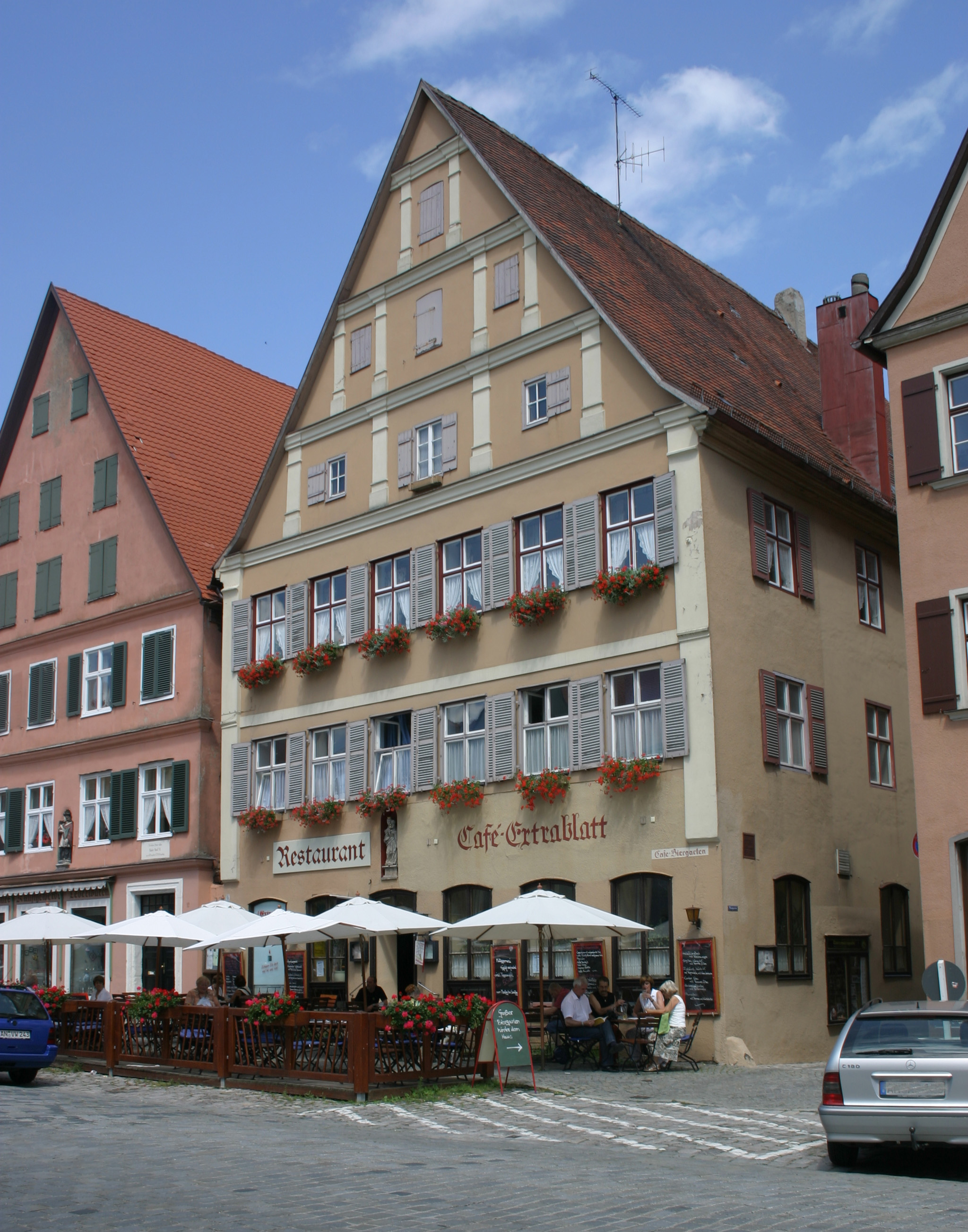
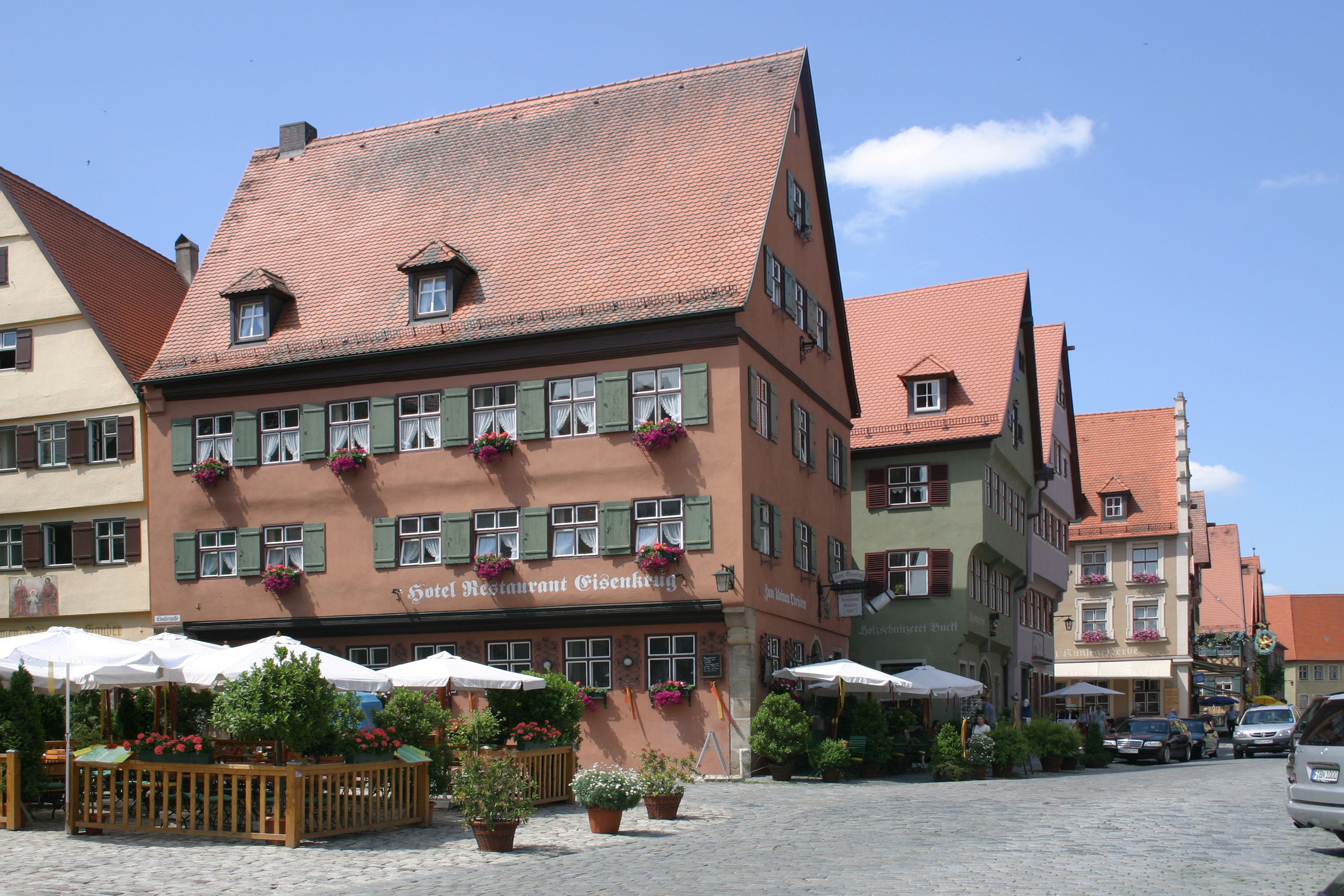
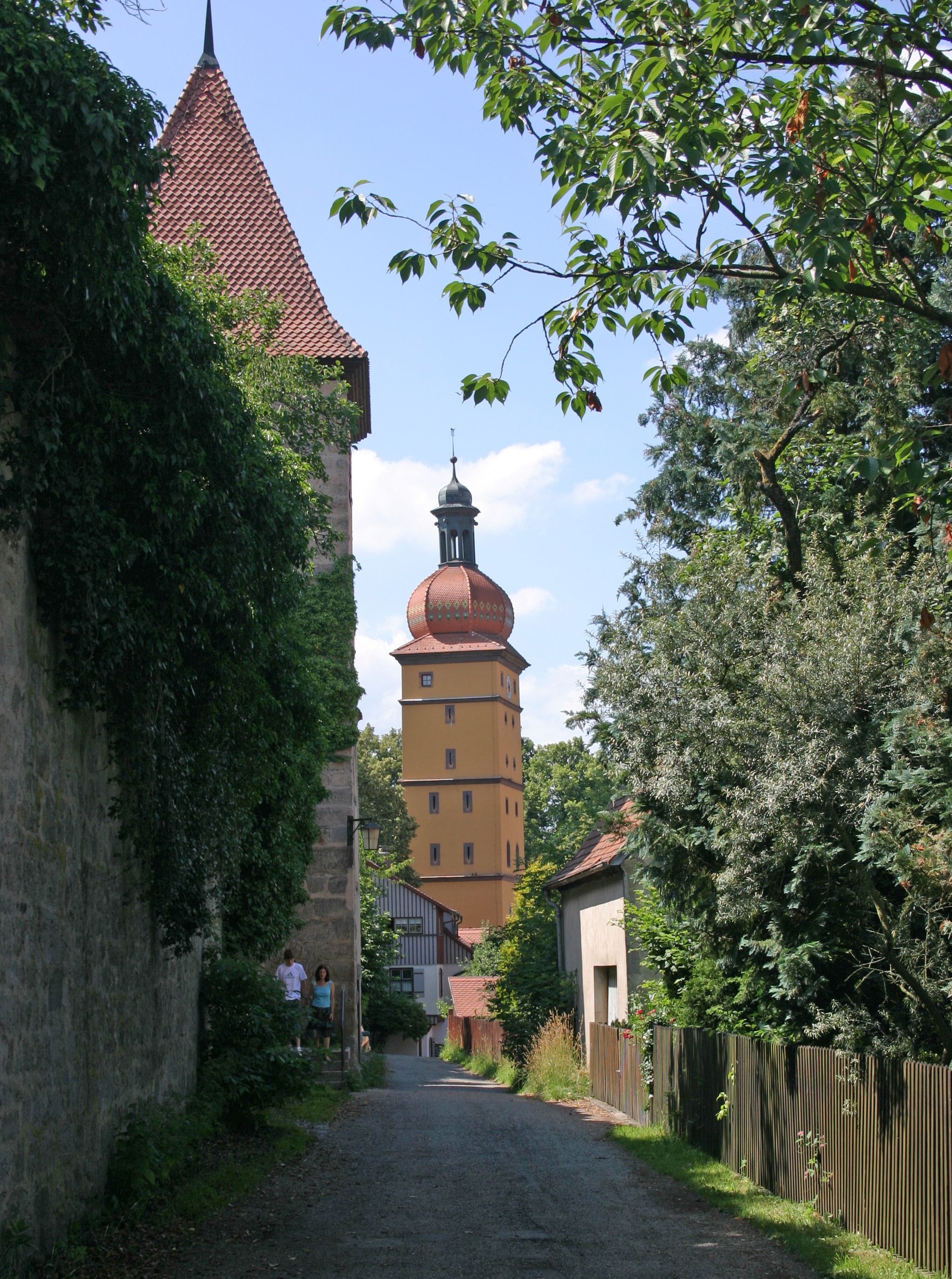
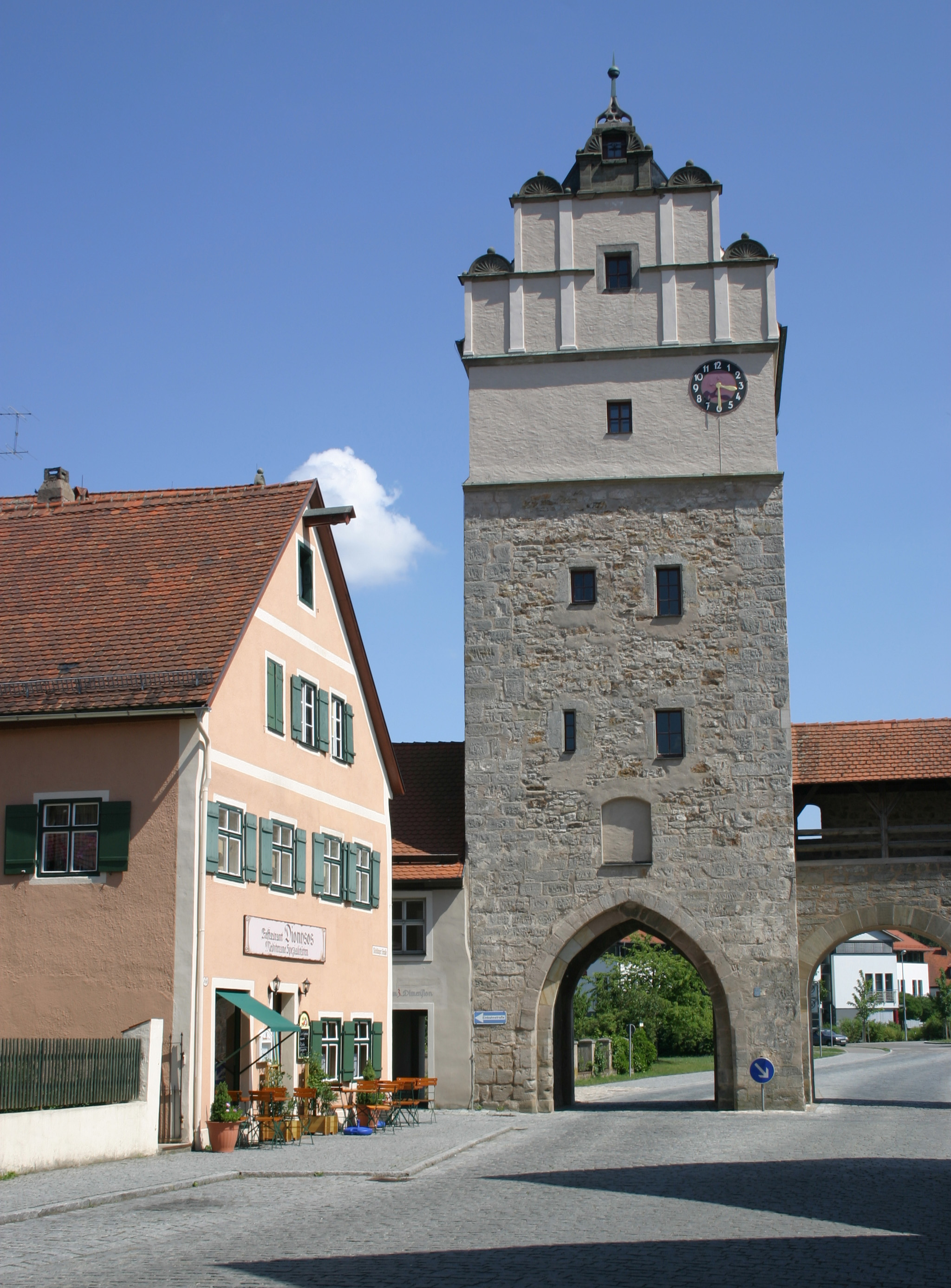
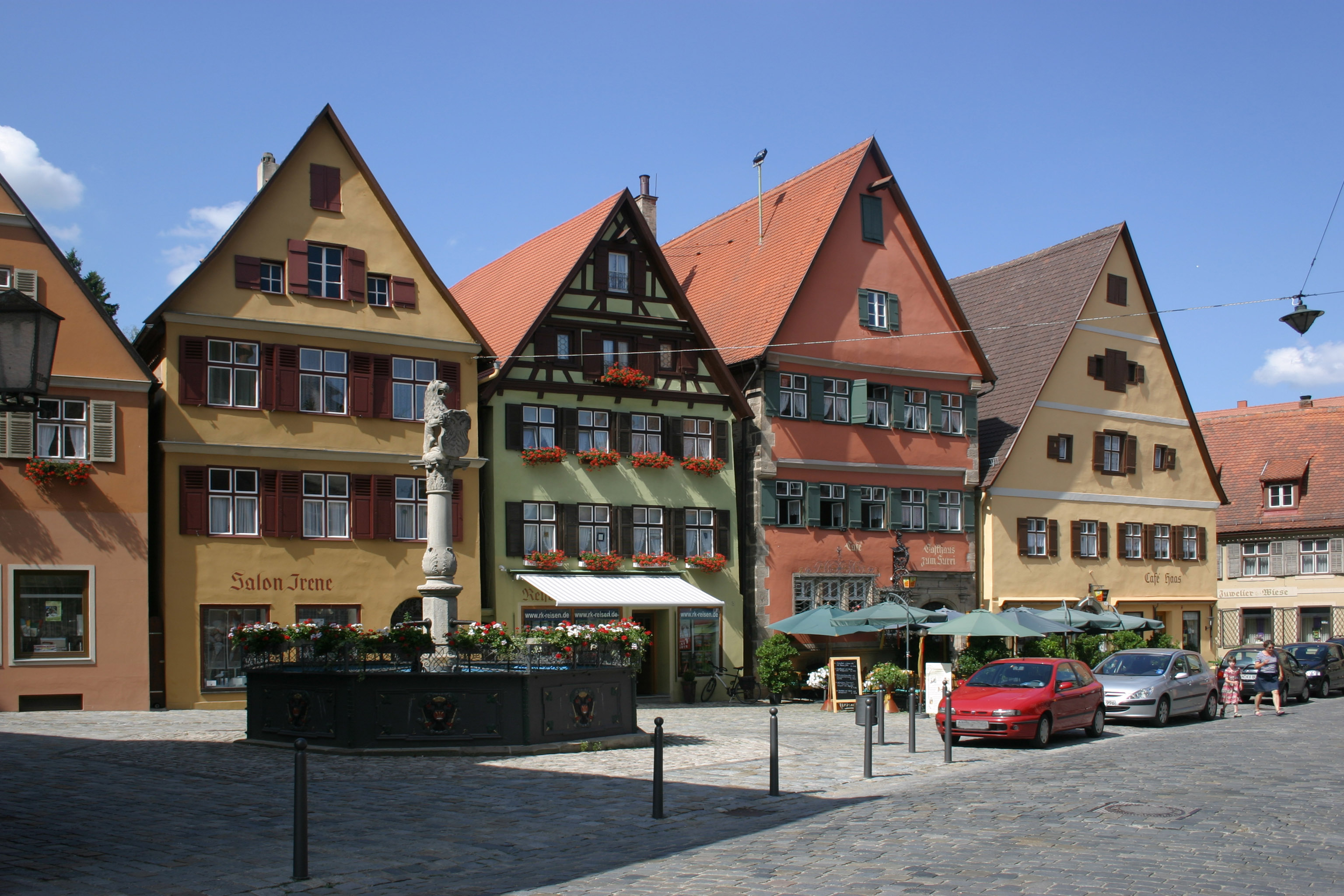